# Atazanavir/ritonavir
Atazanavir/ritonavir (ATV/r) é uma combinação de medicamentos utilizados no tratamento do HIV/AIDS. Ela combina atazanavir e ritonavir. Ela pode ser usada em vez de lopinavir/ritonavir. Ela é tomado por via oral.
Efeitos colaterais geralmente são mínimos. Eles podem incluir dor abdominal, diarreia, cor amarelada da pele, dores musculares e dor de cabeça. Maior cuidado deve ser tomado em pessoas com problemas de fígado. O uso na gravidez parece ser seguro. Na combinação atazanavir funciona como um inibidor da protease e ritonavir funciona para aumentar os níveis de atazanavir.
A combinação foi aprovada para uso na Índia, em 2012, e esteve pendente de aprovação nos EUA em 2017. Faz parte da Lista de Medicamentos Essenciais da Organização Mundial de Saúde, uma lista dos mais eficazes e seguros medicamentos que são necessários em um sistema de saúde. O custo médio por ano é de 281 dólares no mundo em desenvolvimento, isto no ano de 2012.